# Harnaaz Sandhu
Harnaaz Kaur Sandhu (născut pe 3 martie 2000, Chandigarh, India) este un fotomodel indian, câștigător al concursului Miss Univers 2021. Anterior, Sandhu a fost câștigătoarea Miss Diva Univers 2021.

## Biografie
Sandhu s-a născut în satul Kohali din districtul Gurdaspur, Punjab, aproape de orașul Batala, din părinții Pritampal Singh Sandhu și Rabinder Kaur Sandhu. Tatăl ei este agent imobiliar, iar mama ei este ginecolog, în timp ce ea are și un frate mai mare pe nume Harnoor. Sandhu a fost crescută într-o familie sikh, în timp ce tatăl ei este de origine Jat.
În 2006, familia s-a mutat în Anglia, înainte să se întoarcă în India doi ani mai târziu și să se stabilească în Chandigarh, unde a crescut Sandhu. Ea a urmat Școala Publică Shivalik și Colegiul Guvernamental pentru Fete, ambele în Chandigarh. Înainte de a deveni Miss Univers, Sandhu urma un master în administrație publică.
Pe 30 septembrie 2021, Sandhu a fost câștigătoarea Miss Univers India 2021 de către deținătoarea titulară Adline Castelino. În calitate de Miss Diva 2021, Sandhu a primit dreptul de a reprezenta India la competiția Miss Univers 2021, care a avut loc pe 12 decembrie 2021 la Eilat, Israel, unde a fost încoronată ca câștigătoare. După victorie, a devenit a treia femeie indiană care a fost încoronată Miss Univers.